# MediEvil
A MediEvil, Japánban MediEvil: Resurrection of the Hero of Gallowmere (メディーバル 甦ったガロメアの勇者; Medíbaru Jomigaetta Garomea no Júsa; Hepburn: Medībaru Yomigaetta Garomea no Yūsha) egy hack and slash videójáték, melyet az SCE Cambridge Studio készített és a Sony Computer Entertainment Europe adott ki PlayStation platformra. 1998 októberében jelent meg Észak-Amerikában és Európában, míg Japánban 1999 júniusában, később pedig a Playstation Network rendszerén keresztül is elérhetővé vált. A játék folytatása a MediEvil 2 2000-ben jelent meg, 2005-ben pedig egy PSP-s változat is készült, mely a MediEvil: Resurrection címet kapta.

## Játékmenet

Sir Daniel Fortesque a kriptában

A játék nagyon sokféle pályát tartalmaz, egészen a temetőtől egy repülő kalózhajóig. Az összes pályán (az utolsó kivételével) megtalálható egy kehely, melyet a játékos akkor szedhet fel, mikor egy megadott darabszámú ellenséget megölt, és a képernyő jobb felső sarkában lévő kijelző 100 százalékot mutat. A kehely segítségével egy speciális helyre juthatunk el, ahol a régmúlt hőseitől (szobrok formájában) különböző tárgyakat, fegyvereket kaphatunk. A játék ezen bónuszok felszedése nélkül egy idő után nagyon nehéz lesz, mivel nem lesznek elég erősek a fegyvereink, így javasolt mindig megkeresni és összegyűjteni a kelyheket.
Az ellenségeket nézve is viszonylag kreatív a játék, mivel ezekből is sokféle készült. A történet elején még csak zombikkal találkozhatunk, aztán később már démonokkal is felvehetjük a harcot.
A tárgyakat és fegyvereket nézve a játékban főként (stílusából adódóan) középkori fegyverek találhatóak meg (kardok, íjak), melyek a játék során egyre erősebbé válnak. A fegyvereken kívül különböző tárgyakat is fel kell venni, melyek közül néhány egy-egy szint megnyitásához és a továbbhaladáshoz szükséges. Ilyenek a rúnák is, ezek egy-egy pályarész megnyitására alkalmasak, ezáltal általában kötelező felvenni őket.
Fontos még megemlíteni a könyveket, melyek Gallowmere (a játék helyszíne) történetét mesélik el, igencsak humoros formában.

### Szereplők
Sir Daniel Fortesque: a játék főhőse, élőhalott csontváz. Egykoron Peregrin király udvarában tevékenykedett, később a sereg vezérévé nevezték ki. A Zarok elleni csatában meghalt, azonban később Zarok által újraéledt, hogy megmentse Gallowmere-t. Sikeresen megöli Zarokot, és így bejut a Hősök csarnokába.
Peregrin király: Gallowmere királya, a játékban akkor kap főbb szerepet, amikor Danielt azzal bízza meg, hogy rombolja le várát, és ölje meg a sötét démonokat.
Zarok: Gonosz varázsló, régen Peregrin király udvarában volt, azonban kísérletei miatt száműzték. Ekkor bosszút esküdött, amit be is váltott. Ekkor azonban vesztett, de sikerült elmenekülnie. 100 évvel később visszatért, és feltámasztotta a halottakat, azonban azzal nem számolt, hogy Danielt is feléleszti. Később maga Dan öli meg rejtekhelyén.

### Ellenségek
A játékban többféle ellenség megtalálható, azonban természetesen a legfontosabbak így is a főellenfelek:
A temető őrei: Két darab farkas, akik a temető kapuit őrzik. A játékos megölésük után egy speciális képességet kap.
Stained Glass Demon: A mauzóleum főellensége, egy hatalmas üvegdémon, megölése után megkapjuk a temető kulcsait.
George the Pumpkin: Egy hatalmas tök. Ha megöljük, egy speciális tárgyat kapunk, ami szükséges a továbbhaladáshoz.
A Sárkány: A kristályos szinten tartózkodik. Kettő darab Sárkány-gyémánt segítségével ébreszthetjük fel. Egy speciális tárgyat kapunk tőle, melynek segítségével nem hat ránk a tűz.
Szellemhajó-kapitány: A repülő kalózhajón találkozunk vele, miután megöljük, átvesszük az irányítást a hajó felett.
Lord Kardok: Zarok első számú lovagja. Az utolsó szinten találkozhatunk vele, a Zarokkal való megküzdés előtt.
A játék legáltalánosabb ellenfele a zombi, amely már az első szinteken megmutatkozik. Azonban ezeknek a zombiknak is van két fajtájuk: az egyiket nehezebb legyőzni, és többet is sebez, ugyanis ezek gyorsabbak, nagyobbak. Természetesen a játék történetének haladásával egyre többfajta ellenség mutatkozik meg, ezek közül nagyon sok egy-egy szinthez kötött. Pl. a tökös pályákon hatalmas, élő tökök támadnak rád, a kalózhajón pedig csontváz-kalózok ellen kell harcolni, melyeket nem lehet egyszerűen megölni: először a vezetőjüket kell elgyengíteni, és csak akkor halnak meg.
A játékban ezeken kívül olyan ellenségek is megmutatkoznak, melyek tulajdonképpen nem is lennének a játékos ellen: Zarok átka miatt támadnak. A MediEvil-ben csak egy szinten jelennek meg ilyen ellenfelek. (A szint neve The Sleeping Village) A játékosnak csak elgyengíteni szabad őket, ugyanis ha megöl egyet is, nem kaphatja meg a kelyhet.

### Helyszín

Gallowmere térképe

A játék helyszínét, Gallowmere területét a fejlesztők 23 szintre osztották. A játékos ezeken a pályákon keresztül jut el a főellenség, Zarok kastélyához. A játékot Sir Daniel Fortesque kriptájában kezdjük, utunk során áthaladunk a temető további részén, innen egy mauzóleumba jutunk, ahonnan egy kulcs felszedése után továbbutazhatunk egy mezőgazdasági területre. Innen kétfelé is mehetünk, egyik úton egy hatalmas területre jutunk, ami tele van tökkel. A másik utunkon egy erdőbe kerülünk (ahol található egy extra szint, melyben egy hangyabolyba megyünk), onnan pedig a városba. Innen továbbhaladva eljuthatunk az elmegyógyintézet kertjébe, majd magába az épületébe. Következő célunk az egykori Zarok elleni csata helyszíne, majd egy hatalmas mocsaras terület. Innen egy kristályos barlangon keresztül egy még nagyobb barlangjáratba megyünk, ahonnan továbbhaladva elérjük Peregrin király várát. Onnan egy katapult segítségével egy repülő kalózhajóra jutunk, ami segítségével eljutunk Zarok kastélyának előteréhez. Innen Zarok időgépezetébe zuhanunk, ahonnan sikeresen kiszabadulva elérjük magát Zarok rejtekhelyét.

### Fontosabb tárgyak
A játékban nagyon sok szerepet kapnak a tárgyak. Ezeket a játékos a szinteken csak úgy felszedheti, azonban általában el vannak rejtve. Vannak olyan tárgyak, amik kizárólag egy főellenség megölése után kapunk meg.
Kehely: egy megadott darabszámú ellenség megölése után kaphatjuk meg, segítségével eljuthatunk a Hősök Csarnokába. Általában elrejtett helyeken van.
Rúnák: különböző részeket nyitnak meg az adott pályán, ötféle van belőlük.
Élet-fiolák: a játékos életerejét töltik vissza kis mennyiségben.

### Az életrendszer
A játék életrendszere nagyrészt kijelzőkkel van megoldva. A kijelzőkön látható egy számérték is, mely a játékos/ellenség maradék életét mutatja. A kijelzőn lévő csúszka ez alapján igazodik a teljes értékhez képest.
A játékban életet szerezni a legkönnyebben az „életforrásból” lehet, ami lényegében egy földből sugárszerűen kijövő anyag. Ha a játékos rááll erre, az élete elkezd feltöltődni. Természetesen ez sem végtelen, egy idő után kifogy, és a játékosnak egy másik életfeltöltő állomás után kell néznie. A másik feltöltési mód pedig a már korábban említett életfiola, amely kis mértékben tölti fel az energiát.

## Történet
A történet 1286-ban kezdődik. Gallowmere harcosai egy gonosz varázsló, Zarok seregével harcolnak. Zarok egykoron Peregrin király (Gallowmere uralkodója) varázslója volt. Azonban kísérletei miatt a király száműzte. Zarok ekkor bosszút esküdött, ami most bekövetkezett. A hatalmas csatát végül Peregrin király csapata nyeri meg, azonban jelentős veszteségei vannak seregének. Többek között meghalt kedvenc lovagja, Sir Daniel Fortesque. A másik nagy veszteség pedig az, hogy Zarokot nem sikerült megölni: elmenekült.
Száz évvel később Zarok visszatért. Varázslókönyve segítségével feléleszti a halottakat, azonban egy dologra nem számít: ezzel Sir Danielt is feltámasztja. Ebből a helyzetből adódik a játék kezdete: Sir Daniel Fortesque irányításával el kell jutnunk egészen Zarok kastélyáig, ahol meg kell küzdenünk a sötét varázslóval. Daniel nagyon sok helyen végigutazik, a temetőben kezdi, átutazik Gallowmere legnagyobb városán, eljut az elmegyógyintézetbe, később az erdőbe, ahol kiszabadítja a sötét démonokat. A démonok kiszabadítása után eljuthat a várba is, ahol találkozik magával Peregrin királlyal (pontosabban csak szellemével), aki arra kéri, rombolja le a kastélyt, és ezzel egyben ölje meg a sötét démonokat. Daniel ezt meg is teszi, épphogy el tud menekülni. Ezek után egy repülő kalózhajóra jut, ahol megküzd a hajó kapitányával és átveszi az irányítást a jármű felett: ennek segítségével eljut egészen Zarok kastélyáig, ahol a sötét varázsló ördögi időgépszerkezetén átjutva eljut a főellenség búvóhelyére. Itt először még természetesen nem küzd meg magával Zarokkal, a varázsló először csapatait küldi rá, melyet Daniel saját megmentett lelkei segítségével győz le. Ezek után Zarok Daniel ellen küldi legfőbb lovagját, Lord Kardokot, akit Dan sikeresen legyőz. Kardok legyőzése után Zaroknak nincs több választása, egy hatalmas szörnnyé alakulva ő maga küzd meg vele.
Daniel most is győz, Zarok visszaváltozik, és egy utolsó csapásként beomlasztja az épületet. Ezzel azonban csak magát öli meg, mert Daniel sikeresen elmenekül, és egy hatalmas sas segítségével visszajut a kriptájába. A játék befejezése innen az összeszedett kelyhek számától függ. Ha a játékos összeszedte az összes kelyhet a játék során, Daniel a Hősök csarnokába jut, és egy elismert harcosként, régi bajtársai társaságában éli tovább „életét” a csarnokban. Azonban ha a játékos nem szerezte meg az összes kelyhet, Daniel csupán kriptájában lefekszik nyugvóhelyére, és örök álomra szenderül.

## Fejlesztés
A játék eredeti koncepcióját Chris Sorrell így írja le:
A játék nevét illetően az első javaslat a „Dead Man Dan” volt, a designt illetően pedig egy Capcom féle Ghouls 'n' Ghosts szerű játékot akartunk csinálni, Tim Burton rajzstílusával megspékelve - ezáltal egy karácsonyi lidércnyomást idéző hangulatot akartunk létrehozni. Ezen kívül van pár még dolog, ami azt tükrözi, amit az akkori időkben, a '90-es években szerettem. A fő tervező Jason Wilson pedig megosztotta velem a sötét és gótikus ötleteit, ezekből illesztettük össze a játékot.
A designt illető tervezési ötletek persze teljesen megvalósultak, ez érződik a játék során is, mivel a játék animátorai és grafikusai is ezek alapján dolgoztak.
Paul Arnold és Andrew Barnabas, a játék zeneszerzői is ezekhez a javaslatokhoz tartották magukat a zenék elkészítésekor.

#### A béta és demó verzió
A játékhoz természetesen készült egy béta és demó verzió, melyeket ki is adtak. Számos különbség felfedezhető ezek között és az eredeti verzió között. A demó verzióban észrevehető jó pár különbség, a legszembetűnőbbek azonban a kivett pályák. Az egyik pálya egy sárkányos üldözés, melyben a játékosnak egy sárkány elől kéne menekülnie (ez egyébként visszautalható az egyik átvezetőre a váras pálya után, ahol Daniel ténylegesen találkozik egy sárkánnyal). Jason Wilson, a játék egyik tervezője azt mondta, kifutottak az időből, ezért vették ki a pályát), a másik ilyen kiszedett pályán pedig egy vonat segítségével kell utaznunk. Még számtalan különbséget felfedeztek a játék egyik rajongói fórumán, többek között olyan alap részleteket, mint a támadás animációja, az arany és életkijelző más grafikája.

#### Japán verzió

Sir Dan a japán verzióban

Bár a véglegesen kiadott Japán verzióban nincs sok különbség az európai és amerikai változattól, azonban mégis van egy érdekesség. Mégpedig a főhős fején sisak van. Jason Wilson, egy kérdésre válaszolva ezt mondta erről: 
A sisak egy kikötés volt a japán partnereink részéről. Nagyon sok játék megváltozik egy más országba kerülésekor, főleg Japán és a nyugati országok közt - ennek akármilyen oka lehet, de főleg a kulturális eltérések és a más verziók okozzák ezt. A MediEvil-ben a japánok Daniel csontváz feje miatt aggódtak, mivel úgy gondolták, hogy egy gonosz szellemként fognak rátekinteni, nem pedig egy "hősként". Japánban még mindig nagyon fontosnak tartják a spirituális dolgokat, és ami nálunk természetesen lenne (mint pl. egy csontvázfej), az náluk problémát jelenthet. Szóval, ezért döntöttünk úgy, hogy egy sisak mögé rejtjük Daniel fejét.

## Zene
A játék zenéjét  Paul Arnold és Andrew Barnabas szerezte. Chris Sorrell, a játék tervezője azt kérte tőlük, hogy egy Danny Elfman műveihez (Karácsonyi lidércnyomás) hasonló zenét készítsenek. A kérés teljesült. Szintetizátorok segítségével a játék stílusához és hangulatához tökéletesen passzoló zene készült, melyet később a MediEvil: Resurrection - ben újra felhasználtak, természetesen felújítva és kissé átkomponálva. Később egy albumot is kiadtak, mely a játék zenéit tartalmazta.
| 1.  | The Awakening                     | 2:12 |
| 2.  | Quest for Vengeance               | 2:10 |
| 3.  | Dan’s Waltz                       | 2:10 |
| 4.  | A difficult path                  | 2:08 |
| 5.  | Morten’s Dance                    | 2:00 |
| 6.  | Enchanted Wood                    | 2:09 |
| 7.  | Desecrated Church                 | 2:14 |
| 8.  | Journey through the Crystal Caves | 2:18 |
| 9.  | City in the Clouds                | 2:09 |
| 10. | Triumph in Death                  | 2:42 |
| 11. | Stuttgart (Exciting)              | 3:20 |
| 12. | Stuttgart (Panic)                 | 3:05 |
| 13. | Japan                             | 3:15 |
| 14. | USA                               | 3:10 |
| 15. | Alpine                            | 3:45 |
| 16. | Menu                              | 1:54 |

## Fogadtatás
| Összegzőoldal | Értékelés |
| ------------- | --------- |
| GameRankings  | 80%       |

| Szerző     | Értékelés |
| ---------- | --------- |
| 576 Konzol | 95/100    |
| GameSpot   | 8,2/10    |
| IGN        | 7,8/10    |

A játék fogadtatása általában véve pozitív volt, a GameRankings oldalán 16 teszt alapján 80%-os átlagértékeléssel rendelkezik. Az IGN 7.8-as pontszámot adott neki, azonban kiemelte, hogy a játék egyáltalán nem hibátlan, legfőbb problémának a hangokat emelte ki. A GameSpot 8.2 pontra értékelte a játékot, itt a kameramozgást és hibás effekteket írták le legfőbb hibaként, pozitívumként pedig a történetvezetést és a pályák változatosságát vették.
Az 576 Konzol tesztjében a 3D akció/platformjáték stílusát, küllemét az alábbi jelzőkkel írták le: bizarr, humoros, morbid, kissé szürrealista, ami így teljesen egyedülállóvá teszi. Kiemelik, hogy sok játék szokott elvérezni a rossz kamerakezelés miatt, ám a MediEvil megoldása egész jól sikerült. A cikkíró véleménye szerint a fejlesztők a Ghosts’n Goblins című klasszikust próbálták új köntösbe bújtatni, külsőleg pedig a játék nagyon hasonlít Tim Burton Karácsonyi lidércnyomás (The Nightmare Before Christmas) című filmjére. Az irányításhoz nincs szükség sok gombra főként az ugrásra, illetve a kardozásra szolgáló gombok fognak kelleni, a játék pedig az ananlóg joyt és a Dual Shockot is támogatja. A játék 22 pályájából minden harmadikon egy főellenséggel kell megküzdeni, melyeknél néha túlzásba estek a fejlesztők a cikkíró szerint. Összességében korszakalkotónak nevezte és kiemelte a számos pozitív tulajdonságát, mint a csúcsszuper, real-time 3D grafikát, a hasonló stílusú PlayStation játékok között a legtökéletesebb fény-árnyék effekteket, az egyedülállóan szép, kellemes történethez illő zenéket és az akár 40 órát meghaladó játékidőt. Bagó Péter szerint a játékost azonban mégsem a fantasztikus jó grafika, az érdekes történet és a jól sikerült irányítás fogja megragadni, hanem a játék hangulata és 95%-ra értékelte a játékot.

## Folytatások és a remake
A játék második része két évvel később, 2000-ben jelent meg, MediEvil 2 néven. Grafikailag a játékon nem sokat változtattak, a régebbi játékelemek is megmaradtak ugyanolyannak, a legtöbb újítás természetesen a történet szempontjából történt. Az akkori sztori már Londonban folytatódik. (Ami egyébként Gallowmere területére épült.) Természetesen rengeteg utalás található meg a MediEvil 2-ben az első részhez kapcsolódóan, könyvek, képek formájában. Az egyik legnagyobb "utalás" mégis a harmadik szinten található meg, ahol a városban (Kensington) tevékenykedünk: ez gyakorlatilag egy modernebb, felújított verziója Gallowmere városának. (Ugyanúgy fellelhető a központi szökőkút, a kikötő, stb.) Néhány régi eszköz is visszatér, ilyen pl. a legelső kard, és a varázskard is.
A játéksorozat harmadik része, a MediEvil: Resurrection tulajdonképpen egy remake-je volt az első résznek. Az ismert szinteket kicsit átalakították, és természetesen grafikailag is sokat fejlesztettek a játékon. A zenéhez is sok régi részletet felhasználtak.

## Fordítás
- Ez a szócikk részben vagy egészben  a   MediEvil című angol Wikipédia-szócikk fordításán alapul.  Az eredeti cikk szerkesztőit annak laptörténete sorolja fel. Ez a jelzés csupán a megfogalmazás eredetét és a szerzői jogokat jelzi, nem szolgál a cikkben szereplő információk forrásmegjelöléseként.